# Centro de Información Gubernamental (República Dominicana)
El Centro de Información Gubernamental es el servicio de información oficial del gobierno de la República Dominicana y dispone de un periódico en formato digital, e impreso ocasionalmente, con cobertura a nivel nacional a través de sus corresponsales en todo el país.
El CIG difunde las ejecutorias que realizan las distintas dependencias que componen el Gobierno Dominicano y cuenta, además, con servicios de grabación, soporte y edición en materia de comunicaciones a disposición de las instituciones públicas

## Historia
El CIG nace en el año 1997 por iniciativa del Presidente Leonel Fernández con el nombre de Unidad de Comunicaciones y como una dependencia  de la Dirección de Prensa de la Presidencia.  
Posteriormente el 7 de noviembre del 2000, mediante el decreto 1124-00, fue incorporada como una dependencia de la secretaría de Estado de la Presidencia y con el nombre de Centro de Información Gubernamental.